# دبسيسينة
الدبسيسينة (الاسم العلمي: Dypsidinae) هي عمارة من النبات تتبع فصيلة الفوفلية من رتبة الفوفليات.

## أجناس الدبسيسينة
- الدبسيس
- الماسوالا
- المروججية